# Blue Microphones
Blue Microphones — компанія-виробник музичної апаратури, створена 1995 року.

## Історія
Компанія Blue Microphones заснована джазовим музикантом та продюсером Скіппером Вайзом та аудіоінженером Мартінсом Саулспуренсом, що працював в Латвійській консерваторії. Вони познайомилися в середині 1980-х років, а коли латвієць Саулспуренс переїхав до США, то вони зустрілися знову та вирішили заснувати власну компанію. Назва Blue (укр. синій) є акронімом від Baltic Latvian Universal Electronics (укр. Балтійська латвійська універсальна електроніка).
Протягом перших років існування компанія відновлювала старі мікрофони, створені десятки років тому, але згодом почала створювати власне обладнання. Одним з перших продуктів компанії став професійний мікрофон «Bottle», схожий на пляшку. Висока якість продукції Blue Microphones привернула увагу співробітників Apple, і один з їхніх USB-мікрофонів використовувався для тестування програми GarageBand. Менеджер Apple Піт Лейсі заохотив керівників Blue Microphones почати серійне виробництво їхньої продукції для стрімінгу, і 2005 року модель Snowball стала продаватися в магазинах Apple. Успіх компанії, що виробляла доступні мікрофони для музикантів-початківців, привернула увагу інвесторів, і у квітні 2008 року лос-анжелеська компанія приватних капіталовкладень Transom Capital Group стала мажоритарним власником Blue Microphones.
Протягом 2010-х років Blue Microphones неодноразово змінювали власників. 2013 року їх було продано іншій інвестиційній компанії The Riverside Company, а 2018 року виробник комп'ютерної техніки Logitech придбав Blue Microphones за 117 млн доларів. Бренд мікрофонів Blue існував протягом наступних п'яти років, аж доки 2023 року Logitech відмовилися від його використання на користь назви серії мікрофонів Yeti, залишивши «Blue» лише в назвах технологічних продуктів на кшталт мікрофонного фільтра «Blue Vo!ce» (укр. Син!й голос).

## Галерея

Моделі мікрофонів Blue Microphones
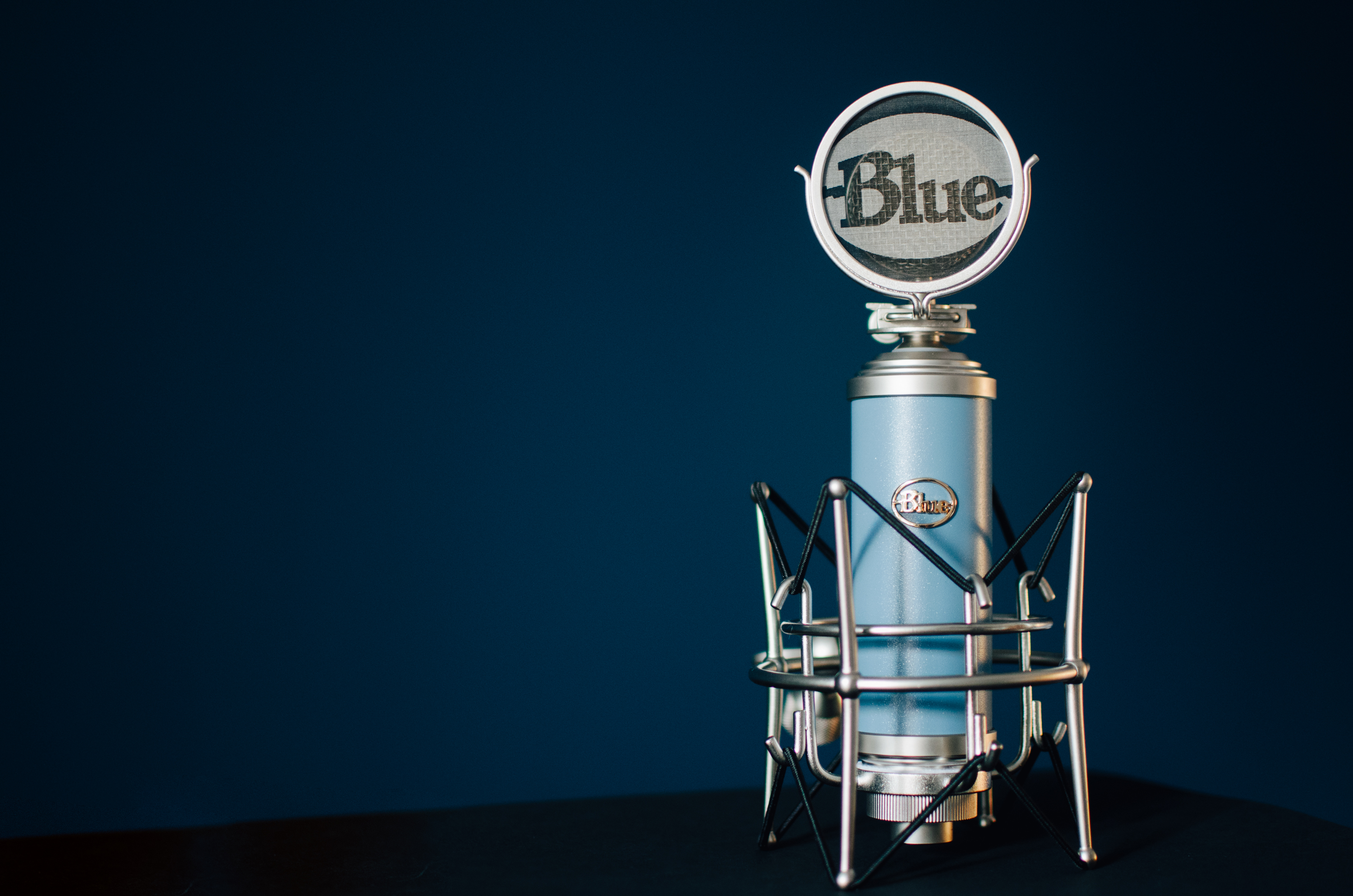
Bottle
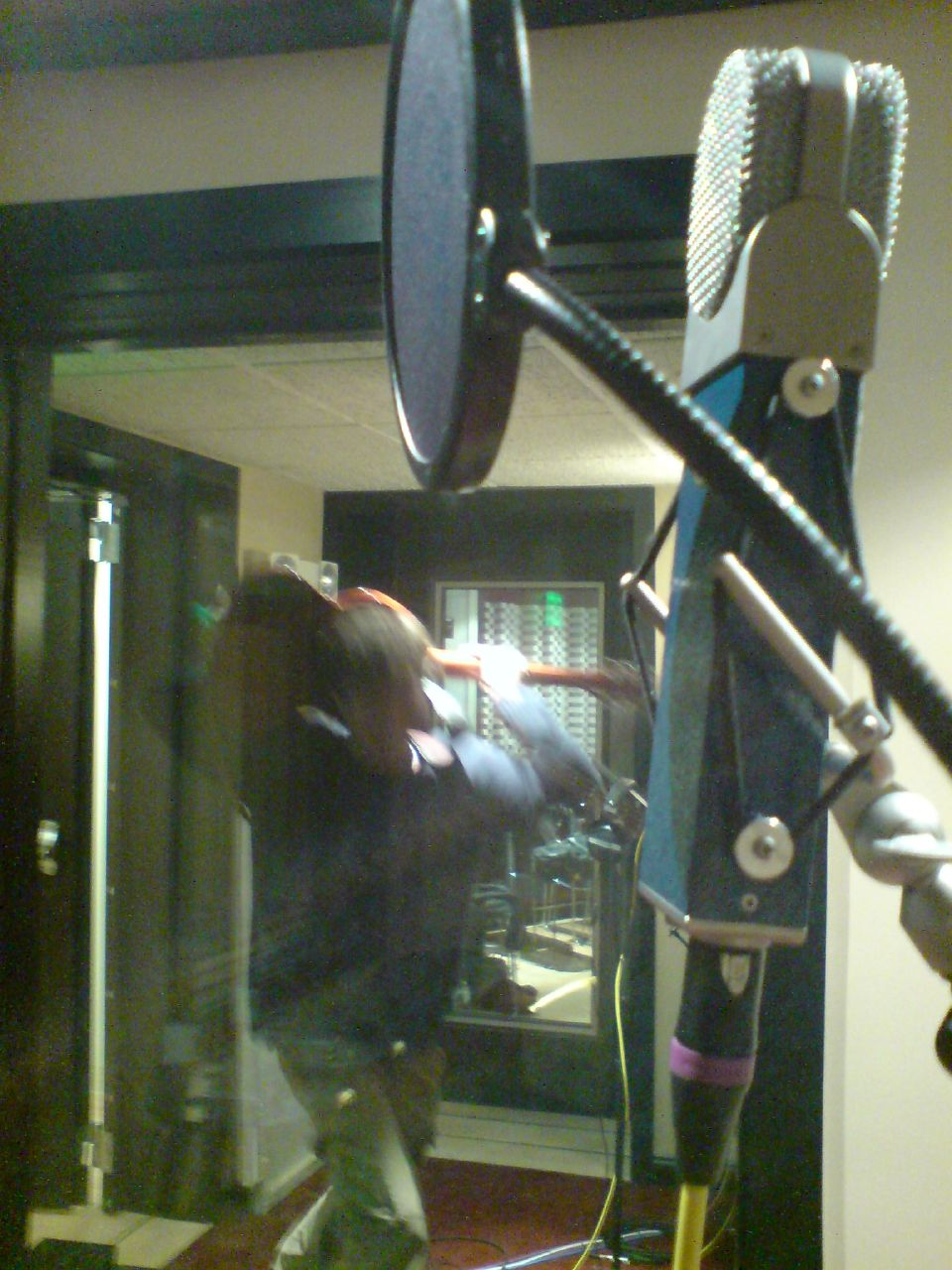
Blueberry
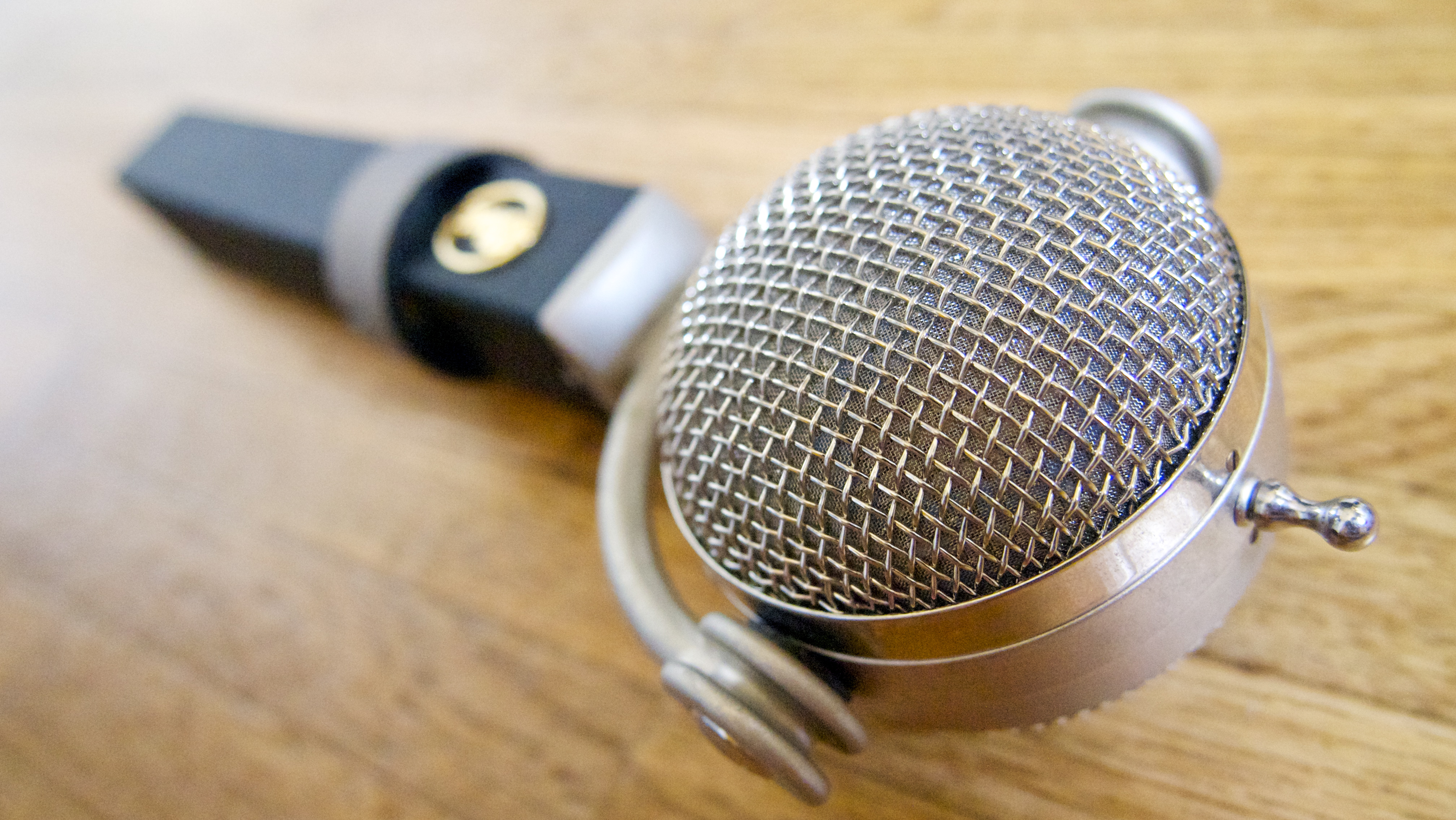
Dragonfly
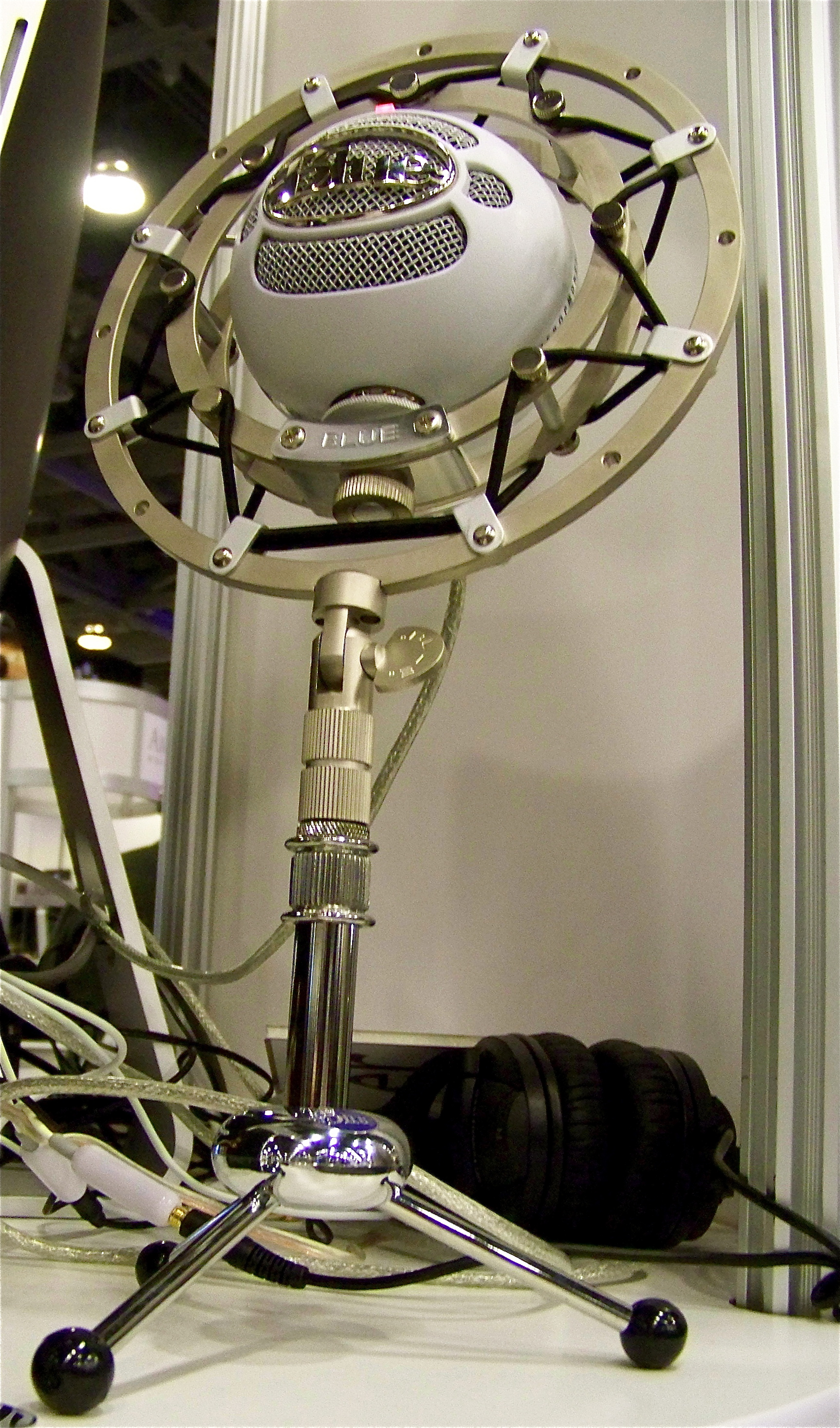
Snowball
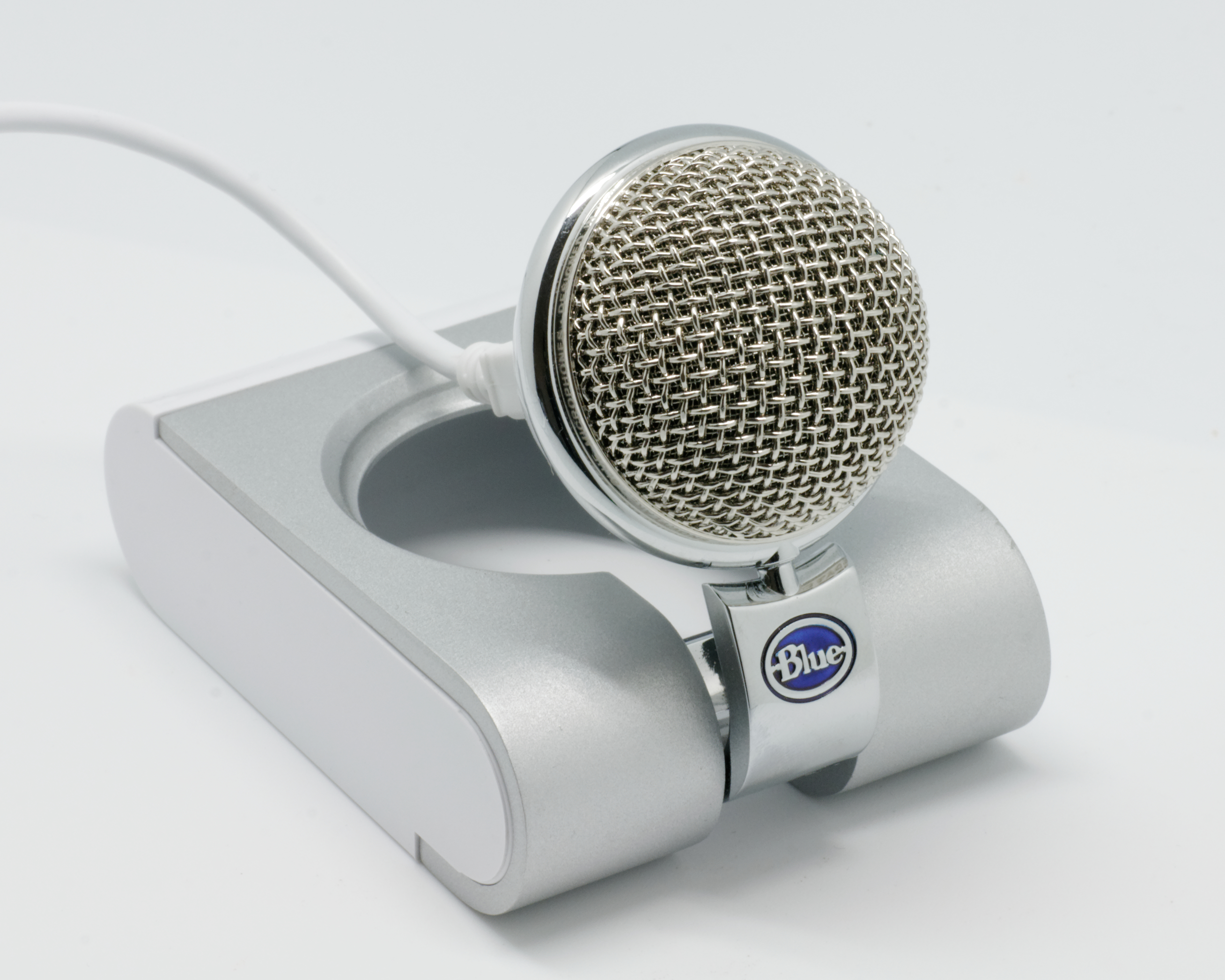
Snowflake
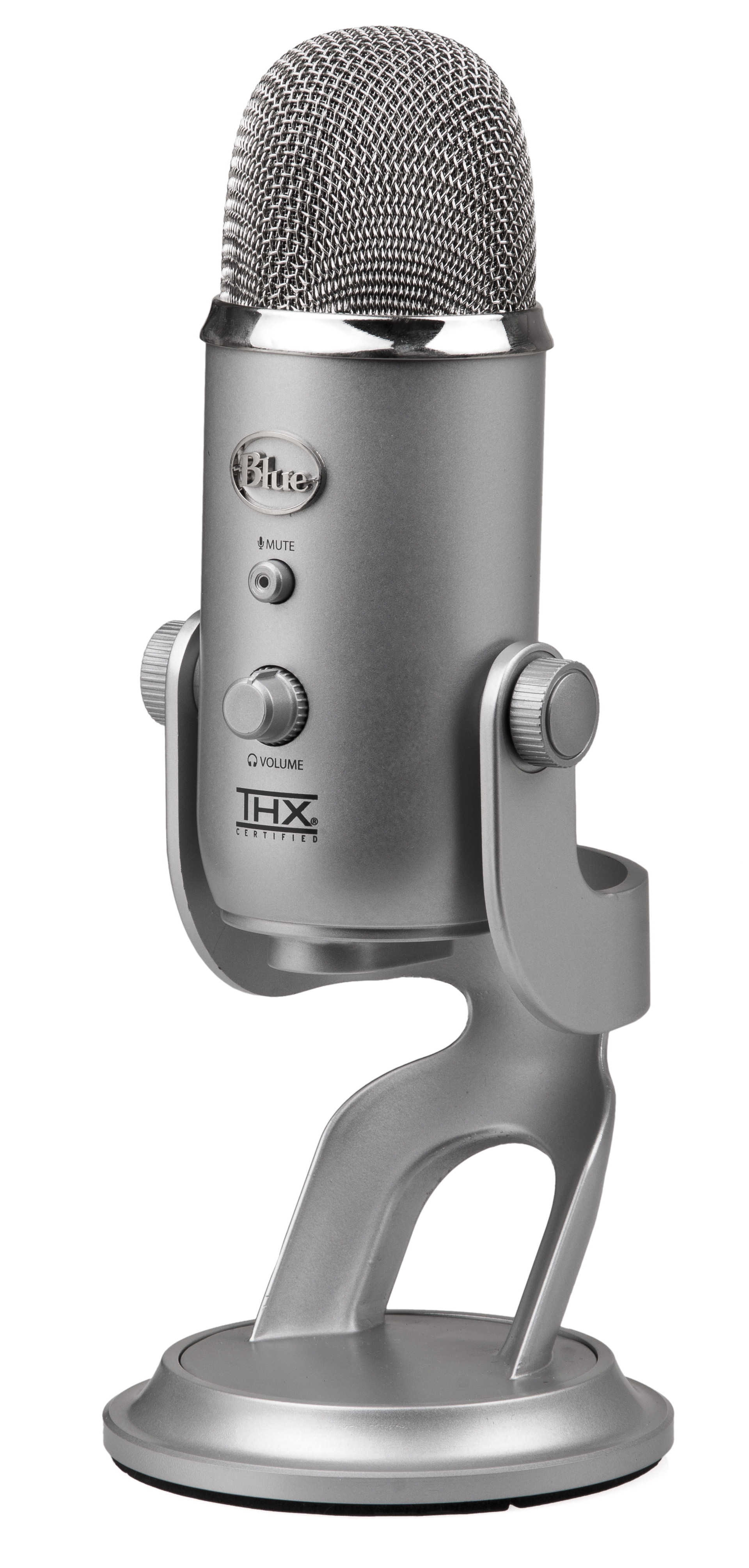
Yeti